# Fonction aléatoire intrinsèque
Ne doit pas être confondu avec fonction intrinsèque.
Pour les articles homonymes, voir FAI.
Une fonction aléatoire intrinsèque d'ordre k (en abrégé FAI-k) est une classe d'équivalence de fonctions aléatoires respectant certaines conditions.
Cette propriété étend celle de fonction aléatoire intrinsèque. Une fonction aléatoire intrinsèque stricte est une représentation de FAI-0.
On utilisera les notations suivantes dans la suite:
- Z une fonction aléatoire, définie sur un support borné
- λ une mesure, c'est-à-dire un système de poids λi associés aux points xi de l'espace.
- Z̃ la FAI-k dont Z est une représentation
- τh la translation selon un vecteur h

## Combinaisons linéaires autorisées
Une combinaison linéaire est dite autorisée (CLA) si elle admet une variance et qu'elle est de plus stationnaire d'ordre 2.
On peut montrer que cela implique que {\displaystyle \sum _{i}\lambda _{i}f_{l_{i}}=0} pour une famille complète fl d'exponentielles-polynômes (de combinaisons linéaires de produits de polynômes et d'exponentielles de formes linéaires sur les coordonnées).
Dans la pratique, cette famille sera prise comme la famille complète des monômes de degré inférieur à un certain k, et on parlera alors de combinaisons linéaires autorisées d'ordre k (CLA-k). On notera Λk l'ensemble des CLA-k.

## Fonctions aléatoire intrinsèques (d'ordre 0)
définition — Une fonction aléatoire est intrinsèquement stationnaire ou intrinsèque si ses accroissements sont stationnaires du second ordre, c'est-à-dire si :
- ses accroissements sont d'espérance nulle : E[Z(x+h)−Z(x)] = 0
- ses accroissements sont de variance ne dépendant que de la distance h entre les points : 1/2Var[Z(x+h)−Z(x)]=1/2E[(Z(x+h)−Z(x))2] = γ(h)

On introduit ainsi le variogramme γ, anciennement dénommé fonction de dispersion intrinsèque. Les seules combinaisons linéaires autorisées sont
les combinaisons dont la somme des poids est nulle : ∑i λi = 0.

## Fonctions aléatoires intrinsèques d'ordrek
définition — Soit une fonction aléatoire non stationnaire Z et une FAI-k Z̃. Les trois énoncés suivants sont équivalents :
- Z est la représentation de Z̃;
- pour toute mesure autorisée λ∈Λk, la combinaison linéaire {\displaystyle \sum _{i}\lambda _{i}Z(x_{i}+h)} est stationnaire d'ordre 2 en h;
- pour toute mesure autorisée λ∈Λk, {\displaystyle {\tilde {Z}}(\lambda ){=}\int \lambda (\mathrm {d} x)Z(x)}.

De manière équivalente, une FAI-k est une application linéaire Z̃ d'un espace Λk de CLA-k dans un espace de Hilbert de variables aléatoires d'espérance nulle, avec Z̃(τhλ) stationnaire en h.
On peut supposer dans la définition que l'espérance d'une CLA-k est nulle, quitte à passer à l'ordre k+1.
On appelle dérive de la FAI-k le polynôme homogène de degré k+1 de la projection de toute représentation sur l'espace des invariants par translation[pas clair].
Toute FAI-k est une FAI-(k+1) sans dérive.
Théorème des représentations — Toute FAI-k admet des représentations. Soit Z une représentation, les représentations sont exactement de la forme {\displaystyle Z(x)+\sum _{l}A_{l}f_{l}(x)} où Al sont des variables aléatoires quelconques, fl les monômes de degré au plus k.
En géostatistique intrinsèque, une variable régionalisée sera considérée comme réalisation d'une représentation d'une FAI-k. Une caractéristique intrinsèque sera tout paramètre du modèle probabiliste dépendant de la FAI-k et non de la variable régionalisée. Par exemple, la dérive n'est pas intrinsèque.

## Covariance généralisée
Soit n la dimension de l'espace ℝn de définition de la variable régionalisée étudiée.

Une fonction K définie sur ℝn est une covariance généralisée pour la FAI-k Z̃ si :
- {\displaystyle \forall \lambda \in \Lambda _{k},\mathrm {Var} [{\tilde {Z}}(\lambda )]{=}\iint \lambda (\mathrm {d} x)K(x-y)\lambda (\mathrm {d} y)}
- {\displaystyle K(h){=}K(-h)}

Théorème fondamental de géostatistique intrinsèque — 
- Toute FAI-k admet au moins une covariance généralisée.
- La classe de ses covariances généralisées s'obtient par ajout à l'une quelconque de polynômes paires de degré au plus 2k

Dans ce cas :
{\displaystyle \forall \lambda ,\mu \in \Lambda _{k},\mathrm {Cov} \left[{\tilde {Z}}(\lambda ),{\tilde {Z}}(\mu )\right]=\iint \lambda (\mathrm {d} x)K(x-y)\mu (\mathrm {d} y)}
et dans le cas sans dérive :
{\displaystyle \forall \lambda ,\mu \in \Lambda _{k},\mathbb {E} \left[{\tilde {Z}}(\lambda ){\tilde {Z}}(\mu )\right]=\iint \lambda (\mathrm {d} x)K(x-y)\mu (\mathrm {d} y)}
De plus, {\displaystyle K(h){\underset {h\rightarrow +\infty }{=}}O\left(\left|h\right|^{2k+2}\right)}, et {\displaystyle {\tilde {Z}}\mathrm {~est~sans~d{\acute {e}}rive~ssi~} \lim _{h\to \infty }{\frac {K(h)}{\left|h\right|^{2k+2}}}=0}.

## Fonction de type positif conditionnel
Une fonction symétrique K est dite de type positif conditionnel sur Λ si :
{\displaystyle \forall \lambda \in \Lambda ,\iint \lambda \left(\mathrm {d} x\right)K(x-y)\lambda \left(\mathrm {d} y\right)\geq 0}
Toute covariance généralisée d'une FAI-k est de type positif conditionnel sur Λk et réciproquement.
Une fonction symétrique K est dite de type positif conditionnel strict sur Λ si de plus :
{\displaystyle \forall \lambda \in \Lambda ,\iint \lambda \left(\mathrm {d} x\right)K(x-y)\lambda \left(\mathrm {d} y\right)=0\Rightarrow \lambda =0}
Les polynômes pairs de degré au plus 2k sont les seules fonctions continues symétriques K pour lesquelles
{\displaystyle \forall \lambda \in \Lambda ,\iint \lambda \left(\mathrm {d} x\right)K(x-y)\lambda \left(\mathrm {d} y\right)=0}